# Natürlichkeitsproblem
Unter Natürlichkeit wird in theoretischer Physik und Wissenschaftstheorie ein bestimmtes, ästhetisch motiviertes Konstruktionsprinzip für physikalische Theorien verstanden. „Natürlich“ heißt in diesen Sinne eine theoretische Erklärung eines Phänomens, die keine sehr unwahrscheinlich erscheinende Feinabstimmung von Parametern erfordert, die auf quantitativ weit auseinander liegenden Skalen (Größenordnungen) angesiedelt sind. Anders ausgedrückt fordert Natürlichkeit, dass sich die dimensionslosen Verhältnisse dieser Parameter nicht allzu stark von 1 unterscheiden und keine schlecht begründete Feinabstimmung erforderlich ist, um störende Parameter herauszukürzen.
Das Standardmodell der Elementarteilchenphysik, das in der Lage ist, die experimentellen Befunde mit großer Genauigkeit zu erklären, weist ein Natürlichkeitsproblem auf, da bestimmte seiner Parameter feinabgestimmt werden müssen.
Eng verwandt ist das Hierarchieproblem der theoretischen Physik und die Frage nach der Feinabstimmung der Naturkonstanten.

## Masse des Higgs-Teilchens
Die gemessene Masse des Higgs-Bosons (125 GeV) liegt von der Größenordnung her auf der Energieskala der elektroschwachen Symmetriebrechung (246 GeV, siehe Higgs-Mechanismus) und der Masse der elektroschwachen Eichbosonen.
Die Masse des Higgsbosons kann aber auch durch eine Quantenfeldtheorie berechnet werden. Die berechnete Masse wird dabei von Strahlungs- und Schleifenkorrekturen (Feynman-Graphen höherer Ordnung) beeinflusst. Es ergibt sich die effektive Masse des Higgsbosons, die dessen bare mass stark übersteigt. Die Massen von Eichbosonen werden wegen lokaler Eichsymmetrien nicht derart beeinflusst; Fermionen wegen chiraler Symmetrien nicht. Ein derartiger Schutz ist beim skalaren Higgsboson, das den Spin 0 hat, nicht gegeben: die Masse von Skalaren divergiert quadratisch mit der höchsten Energieskala Λ der Theorie.
Man erwartet deshalb für Skalare eine natürliche Masse von der Größenordnung der Planck-Skala. Die Planck-Skala liegt aber 16 Größenordnungen über der elektroschwachen Skala, der die gemessene Masse von 125 GeV entspricht. Die experimentell zugängliche Masse des Higgsbosons liegt daher nicht bei ihrem natürlichen Wert in der Nähe der Planck-Masse, sondern deutlich darunter. Dies ist das Natürlichkeitsproblem.
Es ist möglich, die Higgsmasse durch Renormierung auf einen Wert in der Nähe des tatsächlichen Messwertes zu bringen. Diese Renormierung ist jedoch technisch anspruchsvoll und erfordert eine unnatürliche Feinabstimmung. Das Natürlichkeitsproblem lässt sich daher so nicht lösen.
Die verbleibende Feinabstimmung wird als Lücke im Verständnis des Standardmodells interpretiert.

## Bedeutung
Die Bedeutung der Natürlichkeit liegt in der mehrfachen, erfolgreichen Anwendung als Konstruktionsprinzip der Elementarteilchenphysik und speziell renormierbarer, effektiver Feldtheorien. So gelangen wichtige Beiträge zur Bestimmung des energetischen Gültigkeitsbereichs Λ (Lambda) der Quantenelektrodynamik (QED), zu hadronischen Resonanzen im GeV-Bereich und zum Charm-Quark.
Viele der in den vergangenen Jahrzehnten vorgeschlagenen Möglichkeiten bzw. Erwartungen, das Standardmodell der Elementarteilchenphysik zu erweitern, sind von der Natürlichkeit als Konstruktionsprinzip motiviert (z. B. Technicolor und Supersymmetrie). In diesen Fällen werden neue Elementarteilchen und Felder vorgeschlagen, die das Natürlichkeitsproblem des Higgs-Teilchens bzw. des Higgs-Mechanismus beheben könnten. Hochattraktiv erschien auch die Existenz bestimmter WIMPs, die zugleich der Lage wäre, den Charakter der Dunklen Materie zu erhellen.

## Krise der Natürlichkeit
Aufgrund von Natürlichkeitsargumenten bestand in der Forschergemeinde die Erwartung, der Large Hadron Collider (LHC) am CERN würde nicht nur das Higgs-Teilchen entdecken, sondern auch klare Hinweise auf Elementarteilchen jenseits des Standardmodells erbringen. Seit 2017 stehen die LHC-Messungen jedoch zunehmend im Widerspruch etwa zu zentralen Elementen der Technicolor- und Supersymmetrie-Hypothesen, die das Natürlichkeitsproblem des Higgs-Teilchens lösen sollten. Theoretiker wie G. F. Giudice vom CERN haben daher eine post-naturalness era ausgerufen. Andere (S. Hossenfelder) halten Natürlichkeit für eine „Mode“, die auf logisch fehlerhaften Grundlagen beruhe.